# Alloza
Alloza település Spanyolországban, Teruel tartományban. Alloza Alcorisa, Andorra, Ariño, Estercuel, La Mata de los Olmos, Oliete, Los Olmos és Crivillén községekkel határos. Lakosainak száma 551 fő (2024).

## Népesség
A település lakosságának változását az alábbi diagram mutatja:
| Lakosok száma | 743  | 691  | 698  | 711  | 673  | 638  | 594  | 558  | 553  | 551  |
|               | 2001 | 2004 | 2007 | 2009 | 2012 | 2014 | 2017 | 2019 | 2022 | 2024 |